# Албукерке, Каролина
Каролина Демартини Албукерке (порт. Carolina Demartini Albuquerque), более известная как Карол (Carol; род. 25 июля 1977, Порту-Алегри, штат Риу-Гранди-ду-Сул, Бразилия), — бразильская волейболистка, связующая. Олимпийская чемпионка 2008.

## Биография
Волейболом Каролина Албукерке начала заниматься в 9-летнем возрасте в родном городе Порту-Алегри под влиянием своей матери, бывшей волейболистки. Выступала за детские и юниорские команды клуба «Гремио-Наутико». В 1993 году переехала в Сан-Паулу, где была принята в молодёжную команду клуба «Пиньейрос», в составе которой стала обладателем золотых наград юниорского и молодёжного чемпионатов Бразилии. В 1994 17-летняя волейболистка выступала сразу за две сборные Бразилии, в составе которых выиграла чемпионские титулы на чемпионатах Южной Америки среди молодёжных команд и среди девушек. В следующем году Каролина стала серебряным призёром молодёжного чемпионата мира.
В 1995 году Каролина Албукерке дебютировала в суперлиге чемпионата Бразилии, выступая за «Пиньейрос». В 2000 волейболистка перешла в одну из сильнейших команд страны — БКН из Озаску, за которую с перерывами играла до 2011 года, став с нею двукратной чемпионкой Бразилии и 5-кратным призёром национального первенства, а также обладателем Кубка Бразилии, двукратной победительницей клубного чемпионата Южной Америки и серебряным призёром клубного чемпионата мира. В 2012—2015 Каролина выступала за СеСИ-СП из Сан-Паулу, а в 2016 вернулась в клуб из Озаску. С этими двумя командами она ещё дважды становилась призёром чемпионата Бразилии, дважды выигрывала Кубок страны и один раз клубный чемпионат Южной Америки.
В 1999 году тогдашний тренер сборной Бразилии Бернардиньо привлёк 22-летнюю связующую в национальную команду страны. В своём дебютном сезоне в составе сборной Карол (закрепившееся за волейболисткой прозвище — производное от имени) выиграла сразу две медали — на Гран-при (серебро) и Панамериканских играх (золото). Несмотря на удачный дебют, в последующие сезоны Карол в сборную не вызывалась вплоть до 2005 года, когда уже другой наставник главной команды страны Зе Роберто вновь решил прибегнуть к услугам волейболистки. При Зе Роберто за сборную Бразилии Карол выступала на протяжении четырёх сезонов, а после победы на Олимпиаде-2008 в Пекине приняла решение о завершении карьеры в национальной команде. Всего же в составе сборной волейболистка стала обладателем 10 золотых медалей на мировых и континентальных соревнованиях.

### Клубная карьера
- 1995—2000 —  «Пиньейрос» (Сан-Паулу);
- 2000—2002 —  БКН (Озаску);
- 2002—2003 —  «Макаэ»;
- 2004—2006 —  «Финаса-Озаску» (Озаску);
- 2006—2007 —  «Макаэ»;
- 2007—2011 —  «Финаса-Озаску»/«Соллис-Озаску» (Озаску);
- 2012 —  «УКАМ Воллей» (Мурсия);
- 2012—2015 —  СеСИ-СП (Сан-Паулу);
- 2016—2018 —  «Нестле-Озаску»/«Озаску» (Озаску);
- 2019—2020 —  ПАОК (Салоники);
- 2020—2022 —  «Озаску».

## Достижения

### Со сборными Бразилии
- Олимпийская чемпионка 2008.
- серебряный призёр чемпионата мира 2006.
- победитель розыгрыша Всемирного Кубка чемпионов 2005;
- 3-кратная чемпионка Мирового Гран-при — 2005, 2006, 2008;
  - серебряный призёр Гран-при 1999.
- чемпионка Южной Америки 2005.
- чемпионка Панамериканских игр 1999
  - серебряный призёр Панамериканских игр 2007.
- победитель розыгрыша Панамериканского Кубка 2006.
- победитель розыгрыша Кубка «Финал четырёх» 2008.
- серебряный призёр чемпионата мира среди молодёжных команд 1995.
- чемпионка Южной Америки среди молодёжных команд 1994.
- чемпионка Южной Америки среди девушек 1994.

### С клубами
- двукратная чемпионка Бразилии — 2005, 2010;
  - 7-кратный серебряный (2002, 2006, 2008, 2009, 2011, 2014, 2017) и 3-кратный бронзовый (2015, 2019, 2021) призёр чемпионатов Бразилии.
- 3-кратный победитель (2008, 2014, 2018) и серебряный призёр (2007) розыгрышей Кубка Бразилии.
- серебряный (2010) и бронзовый (2014) призёр клубных чемпионатов мира.
- 3-кратная чемпионка Южной Америки среди клубных команд — 2009, 2010, 2014.

### Индивидуальные
- 2005: лучшая связующая чемпионата Южной Америки.
- 2009: лучшая связующая клубного чемпионата Южной Америки.
- 2010: лучшая связующая клубного чемпионата Южной Америки.
- 2010: лучшая связующая клубного чемпионата мира.